# Condado de Bledsoe
O Condado de Bledsoe é um dos 95 condados do Estado americano do Tennessee. A sede do condado é Pikeville, e sua maior cidade é Pikeville. O condado possui uma área de 1 053 km² (dos quais 1 km² estão cobertos por água), uma população de 12 367 habitantes, e uma densidade populacional de 12 hab/km² (segundo o censo nacional de 2000). O condado foi fundado em 1807.